# Hôtel-Dieu (Dourdan)
Koordinaten: 48° 31′ 45,1″ N, 2° 0′ 46,3″ O

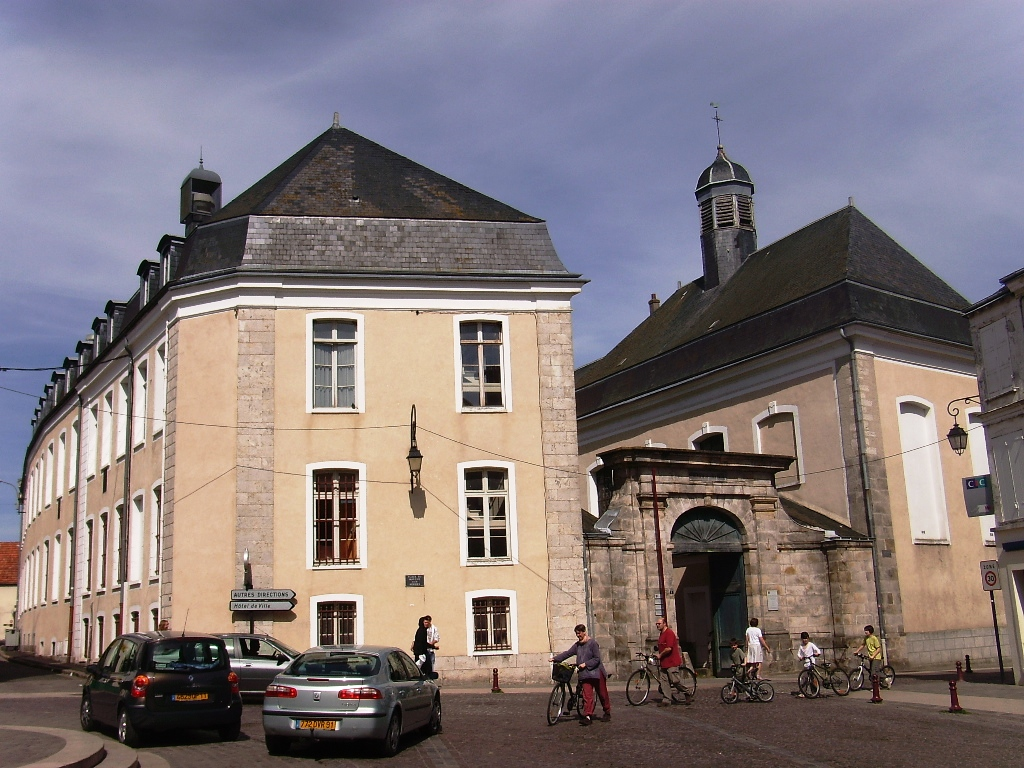
Hôtel Dieu in Dourdan

Das Hôtel-Dieu in Dourdan, einer französischen Stadt im Département Essonne in der Region Île-de-France, ist ein ehemaliges Krankenhaus, das im 18. Jahrhundert errichtet wurde.
Das Gebäude in der Rue Saint-Pierre steht seit 1988 als Monument historique auf der Liste der Baudenkmäler in Frankreich.

## Geschichte
Das Hôtel-Dieu wurde im Mittelalter vom König gestiftet. Es diente der Betreuung der Jakobspilger, der Pflege der Alten und Kranken und als Waisenhaus. Im 18. Jahrhundert wurde es an der Stelle eines Vorgängerbaus neu und größer wiedererrichtet. Dies wurde durch Unterstützung reicher Bürger der Stadt ermöglicht. Im 19. Jahrhundert wurde das Hôtel-Dieu in ein reines Krankenhaus umgewandelt, das erst nach dem Neubau am Stadtrand im Jahr 1970 geschlossen wurde. Heute wird es als Alten- und Altenpflegeheim genutzt.

## Architektur
Die Dreiflügelanlage um einen Innenhof wird an der vierten Seite von einem prächtigen Portal abgeschlossen. Der linke Flügel wurde erst 1853 erbaut. Im rechten Flügel befindet sich die Kapelle Saint-Jean l’Évangeliste, die im 19. Jahrhundert erneuert wurde.